# 北海油田

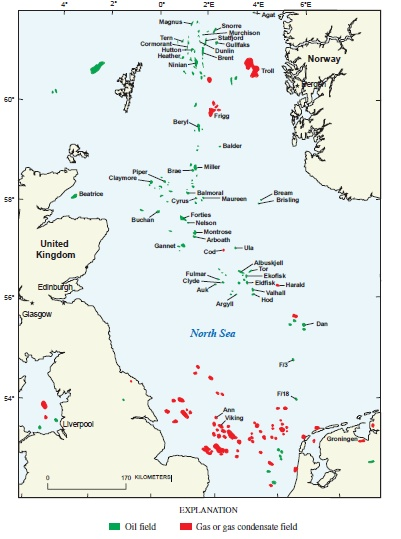
北海油ガス田分布図、緑が油田、赤がガス田

北海油田（ほっかいゆでん、英語: North Sea oil）は、北海にある150余りの海底油・ガス田の総称。イギリス、ノルウェー、デンマーク、ドイツ、オランダの各経済水域にまたがるが、大半の油・ガス田はイギリスとノルウェーの経済水域の境界線付近に存在する。原油推定埋蔵量は130億バレル。日産約600万バレル。採掘された原油はパイプラインで輸送され、スコットランドのアバディーンやイングランドのミドルズブラ、ノルウェーのホルダラン県にあるエクイノールモングスタッド製油所などで精製される。

## 開発運営
1960年にイギリスが開発開始。次いでノルウェーも開発に乗り出した。ノルウェー南西沿岸のスタヴァンゲルとイギリスのアバディーンは石油産業で発展し、イギリスは1980年代から石油輸出国となった。1988年7月6日に、北海油田の海上掘削基地（プラットフォーム）であるパイパー・アルファが爆発し、死者160名を超える大惨事となった。原因は、2系統ある送出ポンプの1系統が配管を取り外したまま週末を迎え、稼働中ポンプの不具合から配管を外したポンプを稼動してしまったため。この直接原因に加えて、もともとが液状原油のための設備であったため、問題のポンプや制御室が居住区画と完全に分離されていなかったことが人的被害を大きくした。
イギリスの鉱区では、石油生産量が1990年代後半にピークを迎え、その後は既存油田の成熟化に新油田の発見が追いつかず徐々に減少している。イギリスは1981年～2005年の間、原油の純輸出国であったが、2005年以降は純輸入国となっている。最大の輸入相手国はノルウェーであり、油田の運営にはノルスク・ハイドロが参加している。
イギリスは2014年時点でEU加盟国最大の原油生産国ならびに原油輸出国であり、2014年スコットランド独立住民投票では、スコットランド独立賛成派が北海油田を財源の拠り所にしていた。ノルウェーはロシアを除く欧州最大の原油生産国・輸出国で、原油生産量は2013年現在で世界第16位、石油輸出量は2010年現在で世界9位である。しかし、両国ともOPECには加盟していない。ノルウェーはまた、世界第5位の天然ガス生産国であり、ロシアに次ぐ、EU加盟国への天然ガス供給国となっている。最近ではデンマーク自治領フェロー諸島も経済水域内の石油開発に動いている。

## 資金調達
北海油田は世界で最も開発コストが高い油田の一つである。英国病を患うイギリスが自己資本だけで開発することはできなかった。北海油田は、オイルショックにおける先進国の資金調達パターンを知る有効な手がかりとなる。
1980年時点の埋蔵原油持分状況は次の通りである。これは全鉱区に占める支配率の目安となる。
- ブリティッシュ・ペトロリアム（20％、ビッグバンと並行して民営化）
- エクソンとモービル（それぞれ13％・4％）
- ロイヤル・ダッチ・シェル（13％）
- 石油公社（BNOC, 8％）
- ガルフ・オイル（3％、1984年からシェブロン）
- コノコ（3％、2002年からコノコフィリップス）
- オクシデンタル・ペトロリウム（3％）
- その他（33％）[5]

とくに石油メジャーの資本調達について、1977年8月までの累積で、借り入れはイギリス系企業だけが行っており、ブリティッシュ・ペトロリアム（4億8600万ドル）とロイヤル・ダッチ・シェル（2億5000万ドル）である。開発企業は1977-1980年の間に元々メインであったUSドルでの資金調達を増大させた。とくに外国企業がドルでの資金調達を増やした主な要因は、そもそも北海油田開発には外国資金を有効に導入することがイギリスの政策であったこと、外国石油企業がポンド融資を為替管理で禁じられていたこと、であった。総じて、開発資金の大半が、米銀と外銀を通じて外国資金ならびにユーロ市場から賄われていた。なお、1979年下半期に為替管理が撤廃されると、スターリング・ポンドは機関投資家の投資対象となり、1992年ポンド危機の伏線をなした。
2011年現在は出光興産も採掘に投資している。

## 主な油田
イギリス

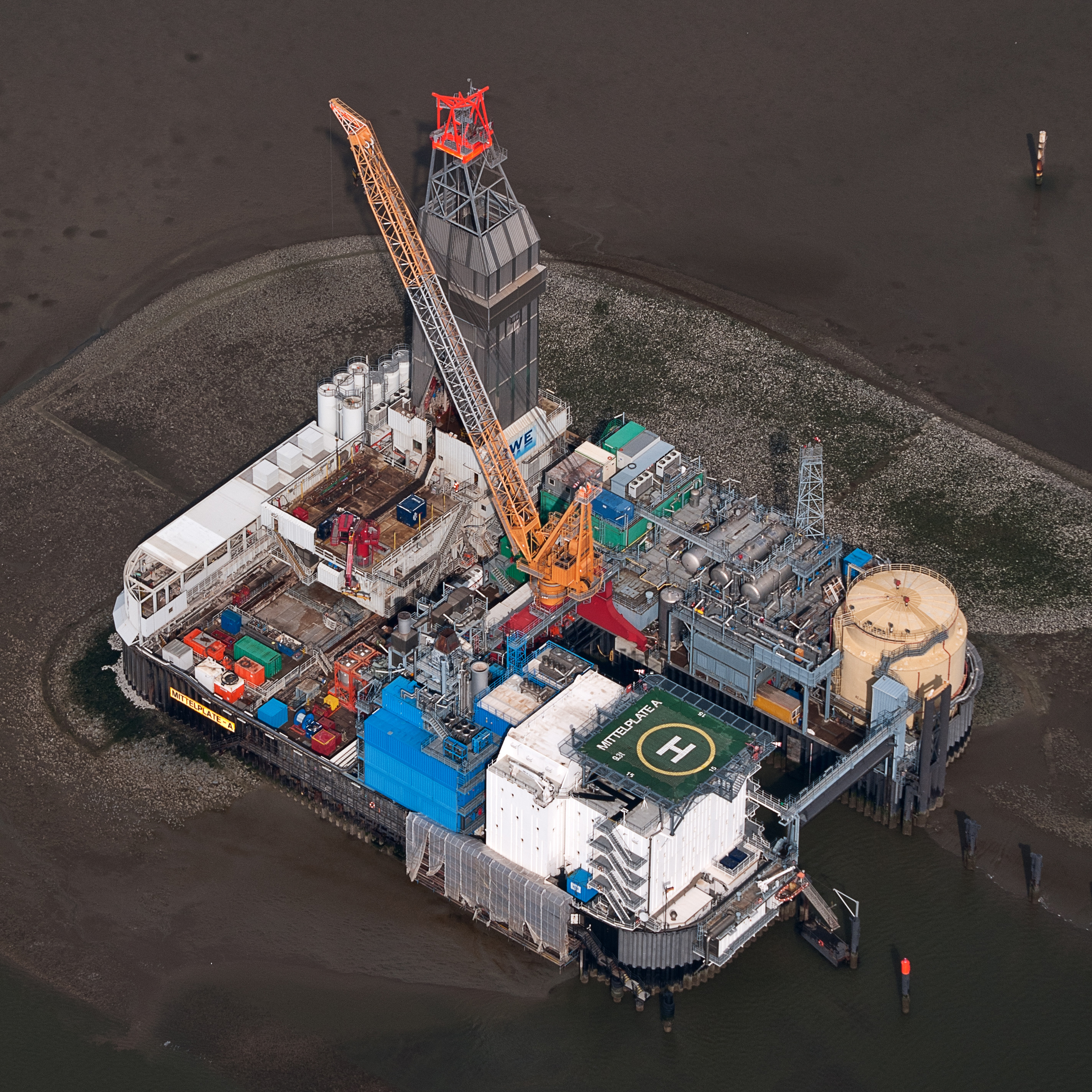
ドイツのMittelplate

2020年代に入ると資源の枯渇が進み、多くの油井で生産が停止する予測がなされている。陸上と異なり、海上ではプラットフォームの解体に巨額の費用を要するため、将来性が懸念されている。スコットランド沖での2000年代で最大の油田の発見はブザード油田で、過去25年間で最大のものだった。4億バレルの原油が埋蔵されていると予測されている。
- フォーティーズ油田（英語版）
- ブレント油田（英語版） - ブレント原油の価格を形成する。
- パイパー油田

ノルウェー
ノルウェーは2000年代より、北海からノルウェー海及び、更に北のバレンツ海へシフトし、新鉱区を発掘、開発を進めている。北海域内では2010年に発見されたヨハン・スヴェルドルップ油田がこの世紀に入って最大のもので、約30億バレルの原油が埋蔵されていると予測されている。天然ガスについても新しいガス田を発掘、開発し続けることによって毎年の天然ガス生産量の増加を維持している。
- エコーフィスク油田
- スタートフィヨルド油田
- トロールガス田
- ヨハン・スヴェルドルップ油田（英語版）

ドイツ
- Mittelplate

デンマーク
- Gorm Field